# Гумберт II (граф Савойи)

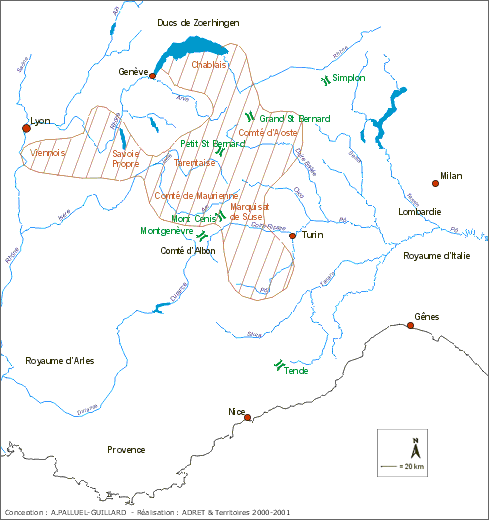
Владения графов Савойи в XII-XIII вв.

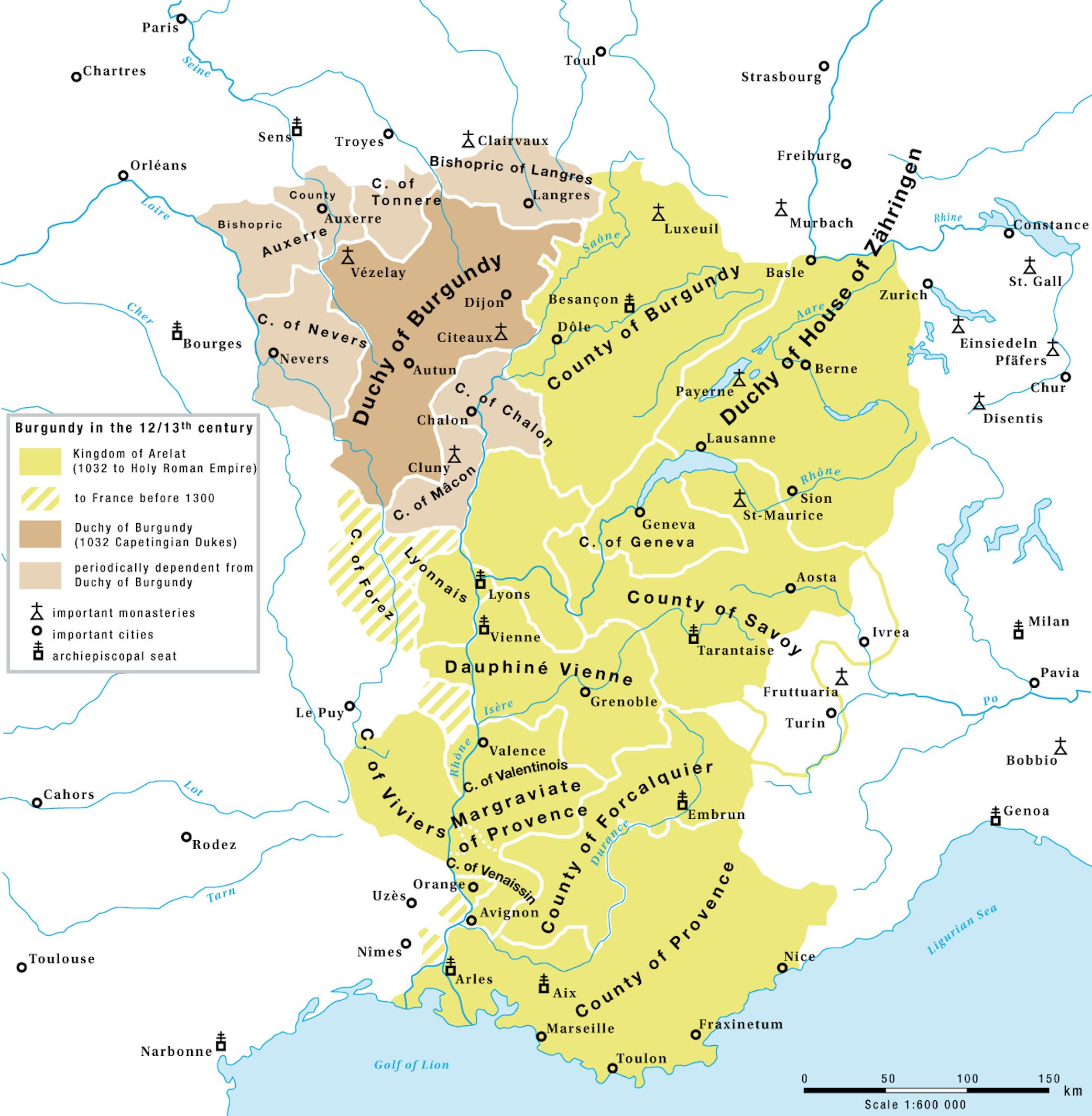
Савойя на карте бывшего королевства Арелат

Гумберт II Сильный (Большой) (фр. Humbert II de Savoie, dit le Renforcé, le Gros; после 1065 — 14 октября 1103) — 6-й граф Савойи, граф Морьен с 1080 года, маркиз Сузы. Сын Амедея II Савойского (ок. 1050 − 1080) и Жанны Женевской, дочери графа Жерольда II Женевского. Его прозвище — из-за высокого роста и большого веса.

## Биография

### Правление
За 23 года своего правления Гумберт II боролся со множеством внутренних и внешних врагов: он конфликтовал с епископами Морьена и Тарантеза, с баронами альпийских долин, возглавляемых с виконтом де Бриансон, с пьемонтскими сеньорами, а также с другими знатными лицами (например, Эмоном де Шамбери и Эмоном I Женевским). В результате войны 1101—1102 годов с маркизами Салуццо, Монферрата и другими князьями Гумберт был вынужден отказаться в их пользу от некоторых пьемонтских территорий.

### Семья
Ок. 1090 года Гумберт II женился на Гизеле Бургундской (1075 — после 1133), дочери Гильома I, графа Бургундии и Макона. У них было семеро детей:
- Амадей III (1095—1149), граф Савойи и Морьена
- Гильом (ум. 1130), каноник в Льеже
- Гумберт (ум. 1131)
- Ги, аббат в Намюре
- Рейнальд (ум. после 1150), прево де Сен-Морис д’Агон
- Аделаида Савойская (ок. 1092—1154), жена короля Франции Людовика VI
- Агнесса де Морьен (1104—1180), жена Аршамбо VII Бурбонского.